# Live Phish Volume 3
Live Phish Vol. 3 es un álbum en directo de la banda estadounidense de rock Phish grabado en directo en el Darien Lake Performing Arts Center de Nueva York, el 14 de septiembre de 2000.
Es el más corto de la serie Live Phish Series superando escasamente  las 2 horas y 20 minutos.
El álbum llegó al puesto número 118 de la lista Billboard 200 de Estados Unidos.

## Lista de canciones

### Disco 1
1. "Punch You in the Eye" (Anastasio) - 8:59
2. "Reba" (Anastasio) - 13:53
3. "Albuquerque" (Young) - 4:32
4. "Carini" (Anastasio, Fishman, Gordon, McConnell) - 11:07
5. "The Oh Kee Pa Ceremony" (Anastasio) - 1:42
6. "Suzy Greenberg" (Anastasio, Pollak) - 9:18
7. "Darien Jam #1" (Anastasio, Fishman, Gordon, McConnell) - 11:58

### Disco 2
1. "Drowned" (Townshend) - 6:46
2. "Darien Jam #2" (Anastasio, Fishman, Gordon, McConnell) - 25:01
3. "Crosseyed and Painless" (Byrne, Eno, Frantz, Harrison, Weymouth) - 5:42
4. "Darien Jam #3" (Anastasio, Fishman, Gordon, McConnell) - 6:12
5. "Dog-Faced Boy" (Anastasio, Fishman, Marshall, McConnell) - 2:36

### Disco 3
1. "Prince Caspian" (Anastasio, Marshall) - 11:35
2. "Loving Cup" (Jagger, Richards) - 9:58
3. "Driver" (Anastasio, Marshall) - 3:48
4. "The Inlaw Josie Wales" (Anastasio) - 3:51
5. "Sample in a Jar" (Anastasio, Marshall) - 5:37

## Personal
- Trey Anastasio - guitarra, voz
- Page McConnell - piano, órgano, voz
- Mike Gordon - bajo, voz
- Jon Fishman - batería, aspiradora , voz